# 蛔形蘭屬
蛔形蘭是金粟蘭科中包括略少於20個物種的小型樹。蛔形蘭通常生長在熱帶雨林中，需要高度的濕度和規律的降雨。蛔形蘭此一名稱是因為其花藥看起來和蛔蟲相似。之中的許多物種是雌雄異株的，各株植物上都只有雄性或雌性單一個性別而已。但 Ascarina lucida 除外，是本屬中唯一雌雄同株的物種。
此屬基本的染色體數為13，不過有些物種的為14。其染色體的形態和金粟蘭屬的相似。

## 外部連結
- Micrographs of wood sections of Ascarina philippinensisArchive.today的存檔，存档日期2007-07-09